# پس‌قلعه
پس‌قلعه از روستاهای دهستان رودبار قصران بخش رودبار قصران شهرستان شمیران استان تهران ایران است.
این روستا با نام قدیمی دربند علیا، بیش از ۲۰۰ هکتار مساحت و بین ۱۸۰۰ تا ۲۲۰۰ متر از سطح دریا  ارتفاع دارد. پس قلعه در ارتفاعات تجریش و شمال محله دربند واقع شده است. این روستا که نزدیکترین روستای سنتی به شهر تهران است، ۴۹۵ نفر جمعیت دارد. 
رودخانه دربند از میان روستای پس‌قلعه می‌گذرد و ابتدای مسیر اصلی صعود قله توچال را تشکیل می‌دهد. این روستا به دلیل داشتن آب و هوای خنک و واقع شدن بر سر راه مسیرهای کوهنوردی و سنگنوردی از دیرباز محل گردش و ورزش اهالی تهران بوده است؛ به همین دلیل تعداد زیادی چایخانه و رستوران دارد. از دیگر امکانات گردشگری آن تله‌سیژ دربند است. آستان مقدس امامزاده ابراهیم و قبور زرتشتیان (در انتهای روستا سر راه منطقه بندیخچال) از اماکن کهن پس‌قلعه هستند.

### قرارداد 1919
گفتگوهای مربوط به بستن قرارداد 1919، در سرتاسر تابستان ۱۲۹۸ خورشیدی (برابر ماه‌های ژوئن، ژوئیه و اوت ۱۹۱۹)، بر اساس مواد تنظیم شده از لندن، با وزیرمختار بریتانیا و مشاوران سیاسی وی در ییلاق پس قلعه تهران، انجام گرفت.